# Quelimane
Quelimane (zeitweise São Martinho de Quelimane) ist eine Hafen- und Industriestadt in Mosambik. Seit 1954 ist sie Sitz des Bistums Quelimane.

## Geographie
Quelimane liegt am Rio dos Bons Sinais (Fluss der guten Zeichen), rund 20 km vom Indischen Ozean entfernt. Sie ist Hauptstadt der Provinz Zambezia.
|                       | Jan  | Feb  | Mär  | Apr  | Mai  | Jun  | Jul  | Aug  | Sep  | Okt  | Nov  | Dez  |   |      |
| Mittl. Tagesmax. (°C) | 32,6 | 32,3 | 31,5 | 30,8 | 29,0 | 26,8 | 26,5 | 27,8 | 29,9 | 32,1 | 32,8 | 33,0 | ⌀ | 30,4 |
| Mittl. Tagesmin. (°C) | 23,4 | 23,7 | 23,3 | 21,8 | 19,0 | 16,7 | 15,9 | 16,6 | 18,6 | 21,0 | 22,5 | 23,2 | ⌀ | 20,5 |
|                       |      |      |      |      |      |      |      |      |      |      |      |      |   |      |
| Niederschlag (mm)     | 261  | 239  | 236  | 163  | 79   | 53   | 62   | 30   | 15   | 38   | 94   | 219  | Σ | 1489 |
|                       |      |      |      |      |      |      |      |      |      |      |      |      |   |      |
| Sonnenstunden (h/d)   | 7,1  | 6,9  | 7,3  | 7,6  | 7,7  | 7,2  | 7,4  | 8,5  | 8,7  | 8,3  | 9,3  | 7,7  | ⌀ | 7,8  |
|                       |      |      |      |      |      |      |      |      |      |      |      |      |   |      |
| Regentage (d)         | 12   | 13   | 13   | 10   | 7    | 8    | 7    | 4    | 2    | 3    | 5    | 11   | Σ | 95   |
|                       |      |      |      |      |      |      |      |      |      |      |      |      |   |      |
| Luftfeuchtigkeit (%)  | 78   | 78   | 79   | 79   | 79   | 81   | 79   | 77   | 74   | 68   | 72   | 74   | ⌀ | 76,5 |

| 23,4 |

| 23,7 |

| 23,3 |

| 21,8 |

| 19,0 |

| 16,7 |

| 15,9 |

| 16,6 |

| 18,6 |

| 21,0 |

| 22,5 |

| 23,2 |

| 23,4 |

| 23,7 |

| 23,3 |

| 21,8 |

| 19,0 |

| 16,7 |

| 15,9 |

| 16,6 |

| 18,6 |

| 21,0 |

| 22,5 |

| 23,2 |

## Einwohner
1970 zählte die Stadt 71.786 Einwohner. Als Folge des Bürgerkriegs sank die Zahl der Bewohner bis 1980 auf 62.174 Personen. Bei der letzten Volkszählung 1997 lebten hier 150.116 Menschen. 2007 betrug die Einwohnerzahl 192.876 Einwohner. 2017 war sie auf 349.842 gestiegen.

## Geschichte
Quelimane war ursprünglich ein Handelsplatz der Swahili, die über Sansibar auch mit den Arabern aus dem Oman Handel trieben. 1498 erreichte Vasco da Gama die Stadt auf seiner Reise nach Indien. 1530 besetzten die Portugiesen den Ort, gründeten aber erst 1544 die erste Handelsstation. Im Jahr 1761 wurde der Ort zur Stadt erklärt und erhielt zwei Jahre später ein Stadtparlament (Stadtrat). Im 18. und 19. Jahrhundert war die Siedlung ein Umschlagplatz für den Sklavenhandel. 1862 wurde David Livingstone britischer Konsul in der Stadt.
Am 21. August 1942 erhielt Quelimane unter Provinzgouverneur Armando Eduardo Pinto Correia die Stadtrechte.

## Wirtschaft
Im Hinterland stehen große Kokosplantagen. Es wird Palmöl für den Export gewonnen. Daneben werden Sisal und Tee ausgeführt. Wichtigster Industriezweig ist jedoch die Fischerei.
Die Stadt war Endstation einer 120 km langen Eisenbahnstrecke ab Mocuba. Daneben gibt es einen regionalen Flughafen und einen Flusshafen, in dem auch größere Seeschiffe anlegen können. Schiffe fahren nach Maputo, Südafrika und bis direkt nach Europa. Anfang 2021 sollten Baggerarbeiten im Zugangskanal zum Hafen beginnen. Es sollen über 300.000 m³ an Sedimenten abgetragen und eine Wassertiefe von 6 Metern erreicht werden. Die Operation soll es ermöglichen, dass Schiffe mit größerem Tiefgang den Hafen nach über 20 Jahren wieder anlaufen.
An der nahen Bucht von Zalala gibt es einen Strand, der touristisch genutzt wird. Größte Sehenswürdigkeiten sind der Gouverneurspalast aus dem Jahre 1895 und die katholische Kathedrale Nossa Senhora do Livramento, welche 1785 erbaut wurde.

## Söhne und Töchter der Stadt
- Maria Manuel Leitão Marques (* 1952), portugiesische Universitätsprofessorin und Politikerin, 2015–2019 Ministerin im Kabinett Costa I
- Eduardo White (1963–2014), mosambikanischer Schriftsteller und Dichter
- Manuel de Araújo (* 1970), mosambikanischer Ökonom und Politiker